# Tuvalu National Badminton Association
Die Tuvalu Badminton Federation ist die oberste nationale administrative Organisation in der Sportart Badminton in Tuvalu.

## Geschichte
Der Verband wurde Mitte 2006 gegründet und richtete mit 20 Teilnehmern am 1. Oktober desselben Jahres, dem tuvaluischen Unabhängigkeitstag, die erste nationale Badminton-Meisterschaft aus. Kurz nach seiner Gründung wurde der Verband Mitglied von Badminton Oceania und am 5. Januar 2007 Mitglied in der Badminton World Federation. Sitz des Verbandes ist Funafuti.

## Persönlichkeiten
- Muaifono Kusi, Präsident